# Boletín de la Cámara Agrícola Oficial de Igualada y su Comarca
Boletín de la Cámara Agrícola Oficial de Igualada y su Comarca va ser una publicació quinzenal editada a Igualada entre l'any 1911 i el 1918

## Descripció
Portava el subtítol Órgano de la Sociedad Cooperativa para Elaboración de Alcoholes Vínicos del Distrito de Igualada. A partir del núm. 63 (agost de 1913) va suprimir el subtítol. Tenia vuit pàgines a dues columnes, amb un format de 21 x 15 cm. Els números de cada any portaven una paginació continuada per tal de poder-los relligar en forma de volums i en el darrer número hi havia un índex alfabètic de títols dels articles apareguts durant l'any.

## Continguts
Era una publicació especialitzada en agricultura i viticultura. En el primer número, deien que aquest butlletí dedicará sus entusiasmos, esfuerzos e iniciativas al mejoramiento de nustra clase agrícola... instruyendo al agricultor acerca de los cultivos intensivos, mejoramiento de cosechas y el uso prudente de los abonos... Ha de merecer nuestra preferente atención el problema social agrario.
També publicava resums d'altres publicacions similars. Cal destacar el número extraordinari 27-28, publicat el mes de febrer de 1912, amb motiu de l'assemblea de la Unió de Viticultors de Catalunya i que tenia una coberta il·lustrada per Joaquim Renart.
El director era F. Riba Ferrer i els redactors eren Josep Queralt, Emili Pascual i Amigó, Jaume Raventós, Lluis Sitges Grifoll i Ricard Torras Palà.

## Localització
- Biblioteca Central d'Igualada. Plaça de Cal Font. Igualada (col·lecció completa i relligada).